# The Solution (Buckshot & 9th Wonder)
The Solution è un album collaborativo tra il rapper statunitense Buckshot e il produttore hip hop connazionale 9th Wonder, pubblicato nel 2012 da Duck Down e Jamla Records.
| Recensione | Giudizio |
| ---------- | -------- |
| AllMusic   | [ 1 ]    |
| HipHopDX   | [ 2 ]    |
| XXL        | [ 3 ]    |

## Tracce
Tutte le tracce sono prodotte da 9th Wonder.
1. The Big Bang – 3:51
2. What I Gotta Say – 3:49
3. Stop Rapping – 3:40
4. Crazy – 3:02
5. The Feeling – 3:48
6. Sam – 2:53
7. Pat Em Down – 3:51
8. Keep It Going – 2:44
9. The Change Up – 2:41
10. Shorty Left (featuring Rapsody) – 3:13
11. You (featuring Dyme-A-Duzin) – 3:37
12. The Solution – 4:32

## Classifiche
| Classifica (2012)         | Posizione massima |
| ------------------------- | ----------------- |
| US Top Rap Albums         | 19                |
| US Top R&B/Hip-Hop Albums | 28                |